# Gőztároló

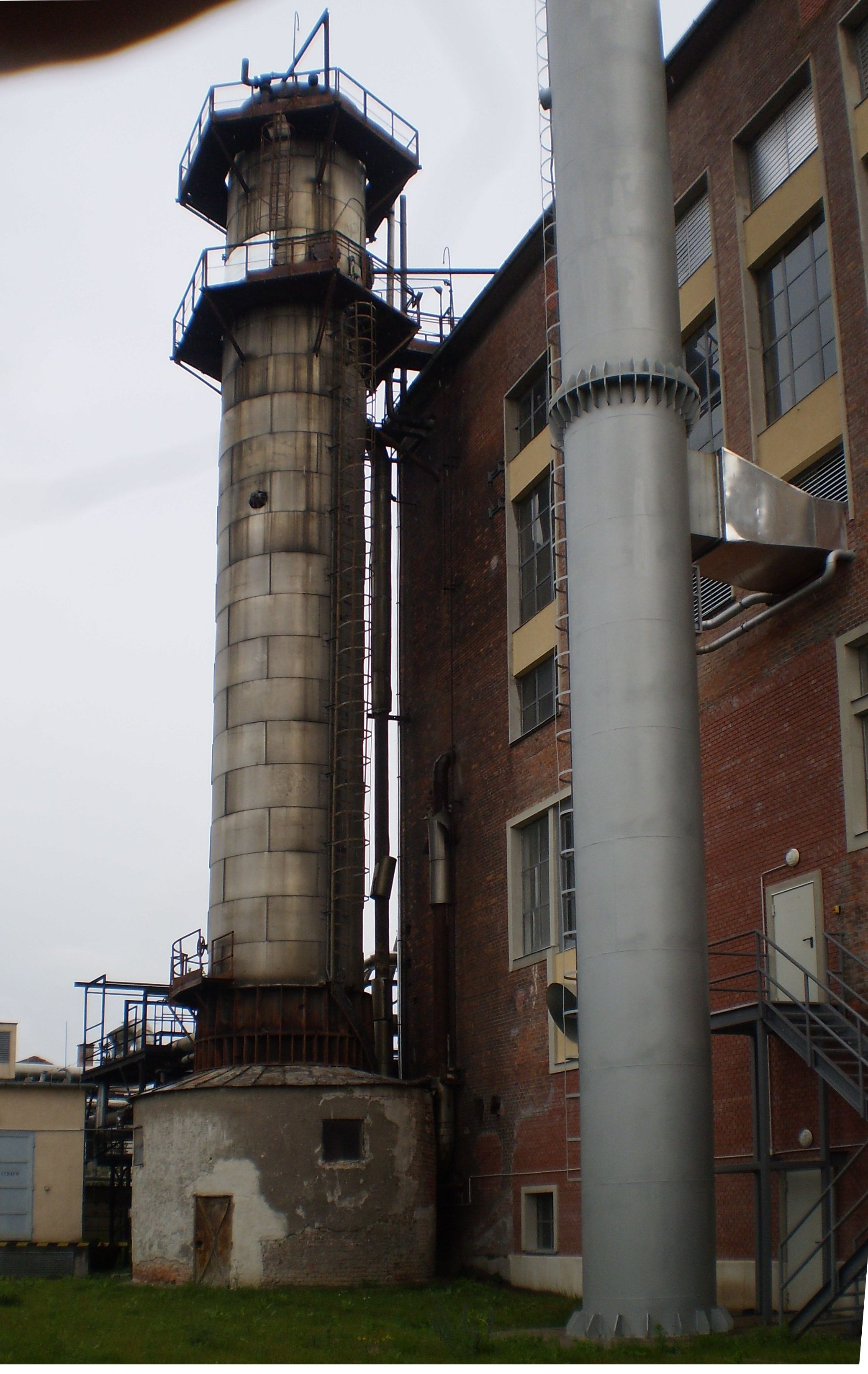
Marguerre-tároló a soproni erőműben (baloldalt)

A gőztároló a gőzfogyasztás ingadozásait kiegyenlítő berendezés. Kis gőzszükséglet esetén a kazán által termelt gőzt fogadja, míg ha a fogyasztás nagyobb a kazán gőztermelésénél, a hiányzó mennyiséget a gőztároló kisütése fedezi.

## Ruths-tároló

Ruths-tároló vázlata

A legegyszerűbb megoldás a Ruths-tároló. Ez leggyakrabban egy 100–350 m³ térfogatú hőszigetelt fekvőhengeres nyomástartó edény, melyet tápvízzel töltenek fel térfogatának mintegy 80%-ára. Töltéskor a kazántól nagynyomású gőzt vezetnek be a vízszint alatt húzódó perforált csőbe egy szelepen keresztül, melynek nyitását a kazán nyomása szabályozza. A fogyasztás csökkenésekor a gőznyomás a kazánban megnő, a szabályozás a szelepet nyitja és gőzt enged a tárolóba.
A gőz a tárolóban lévő vízen átáramolva lekondenzálódik és egyben megemeli a víz hőmérsékletét és a szabad felszín feletti tér telített gőzének nyomását. Ha a gőzfogyasztás nő, a kazánnál mérhető gőznyomás csökkenésével először fokozatosan lezár a tápszelep, majd ha tovább csökken, a tároló gőzteréből kivezető szabályozószelep a fogyasztó felé menő csőben mérhető gőznyomás csökkenésére fokozatosan kinyit. Ekkor a vízből telített gőz párolog ki és adódik a kazánból áramló gőzhöz. A hő tárolására hosszabb időn keresztül nincs lehetőség a tartály falán átáramló veszteség miatt.
A Ruths-tároló egyszerű felépítésű berendezés, ott alkalmazzák, ahol hirtelen nagy fogyasztás léphet fel hosszabb szünetek után. Tipikus felhasználása fűtési rendszerekben, papírgyárakban, repülőgép-hordozók gőzkatapultjainál. Hátránya az, hogy kisütésénél a gőznyomás állandóan csökken, ezért olyan esetekben, ahol a fogyasztók igénylik a gőzparaméterek pontos értéken tartását, nem alkalmazható.

Marguerre-tároló hőerőmű hősémájában
1-gőz szabályozó szelep
2-víz szabályozó szelep
3-kazán
4-gőzturbina
5-generátor
6-kondenzátor
7-szivattyú
8-tápvíz előmelegítő
9-Marguerre-tároló

## Marguerre-tároló
Ez a tároló a hőt állandó nyomáson tárolja. A Marguerre-tároló hosszú függőleges elrendezésű nyomástartó edény, melyet egy szivattyú tápvízzel tölt fel, a szabad vízfelszín felett pedig telített az atmoszferikus nyomásnál nagyobb nyomású gőzpárna van. Ez a tér keverő hőcserélőként üzemel: a bepermetezett hideg vizet a befújt túlhevített gőz felmelegíti. Az ilyen módon felmelegített víz a tartály felső részében rétegződik, és a sűrűségek különbsége következtében nem keveredik az alatta lévő hidegebb vízzel. Töltéskor lényegében a tartály alján lévő hideg vizet permetezi egy szivattyú a gőzáramba, ennek következtében az edény fokozatosan meleg vízzel telik meg. Kisütéskor a gőzbefúvást lezárják, a forró vizet nyerik ki a tartály tetejéről, helyére pedig a tápszivattyú alulról hideg vizet táplál be.
A Marguerre-tároló elve emlékeztet a háztartások elektromos melegvíz-tárolóira, azzal a különbséggel, hogy az előbbiek gőznyomás alatt működnek és megfelelő kialakítás mellett a felmelegített vizet alacsonyabb nyomású gőz formájában is hasznosítani lehet. Az ábrán egy hőerőműbe épített Marguerre-tároló csőkapcsolási vázlata látható, ahol a tartályt a gőzturbina elvételéről fűtik, és a meleg vizet a kazán táplálására fordítják. A villamosenergia igény csökkenésekor a tárolót a turbina tölti, növekedésekor kisüti.

## Története
Az első próbálkozások a hő gőz formájában való tárolására 1873-ig nyúlnak vissza. Az első szabadalmat forróvízzel való tárolásra 1893-ban nyújtották be, Fritz Marguerre a rajzvázlat szerinti tápvíz előmelegítéssel kapcsolt hőtárolójára 1924-ben kapott szabadalmat, melyet egy mannheimi nagy erőműben valósítottak meg először. Johannes Ruths németországi szabadalma 1913-ból való, alkalmazására először Malmőben került sor.

## Külső hivatkozások
- Steam accumulators
- Dr. Musil Lajos: Az energiatárolás mai módjai és jelentőségük a villamos energiaellátás készültségi állapota és biztonsága szempontjából. A Magyar Mérnök- és Építész-Egylet közlönye. LXX. köt. 46-46. szám 318. o.[halott link]